# Коптский обряд

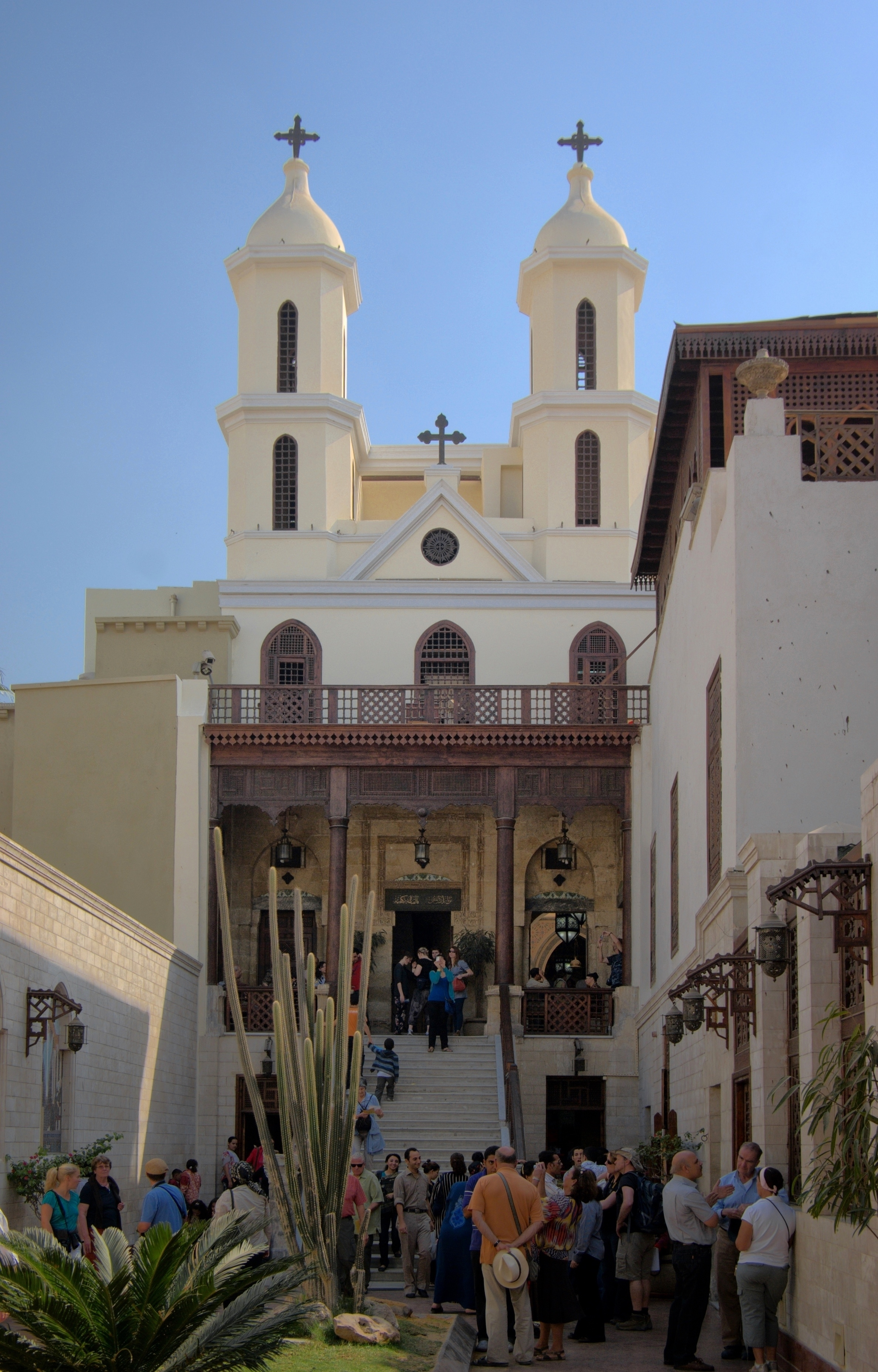
Коптская церковь в Каире

Ко́птский обря́д — один из восточных литургических обрядов. Используется Древневосточной Коптской православной церковью и Коптской католической церковью. Наряду с эфиопским обрядом принадлежит к александрийской литургической традиции.

## История
Коптский обряд зародился в древней Александрийской церкви, бывшей в первые века христианства преимущественно греческой по этническому составу. Затем обряд распространился среди коренных обитателей Египта — коптов, в их среде он сохранился до наших дней.
Коптская православная церковь, будучи одной из исторических преемниц древней Александрийской церкви, не приняла решения Халкидонского собора, и как остальные Древневосточные православные церкви со второй половины V века находится в расколе с Православной церковью Византийского обряда. Церковный раскол и конфликт с Византией привёл к созданию в Египте альтернативной, греческой по этническому составу, халкидонской Александрийской кафедры с греческим обрядом. После завоевания Египта арабами Коптская церковь подверглась преследованиям. Всё вышеперечисленное привело к существенным переменам в богослужебном обряде Коптской церкви.
Древнейшая коптская литургия, литургия апостола Марка, была главной литургией коптской церкви вплоть до VIII—IX века. Константинопольская церковь активно боролась против литургии апостола Марка и коптского обряда как такового, пытаясь добиться унификации богослужения на Востоке. К XII веку в коптском обряде, везде кроме коптских монастырей, демонстративно игнорировавших Константинополь, служились литургии близкие к византийским.
После образования в 1741 году коптской католической церкви она также начала использовать в богослужении коптский обряд. Коптам-католикам удалось отстоять свой обряд от латинизации во всех аспектах, за исключением монашеской традиции, которая у них организована по римско-католическому образцу. В древневосточной Коптской церкви историческая коптская монашеская традиция сохраняется.

## Литургия

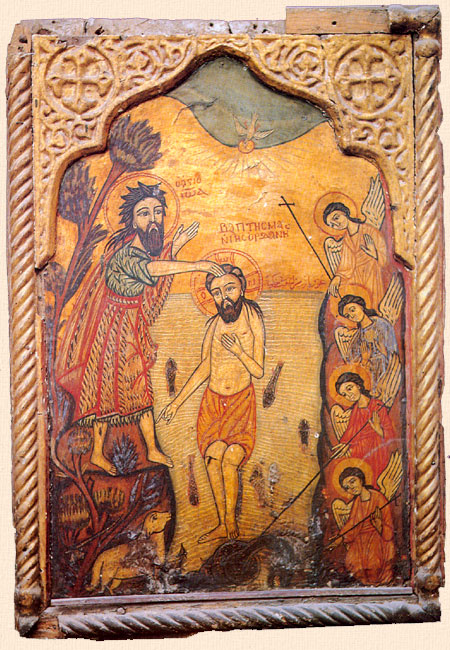
Крещение Господне. Коптская икона

Характерной чертой коптского обряда является широкое разнообразие литургий. Историческая литургия коптов, литургия апостола Марка, практически исчезла из употребления в XII веке, вытесненная литургиями византийского типа. В настоящее время в коптском обряде служатся три литургии:
- Литургия Василия Великого. Служится в рядовые дни. Литургия содержит анафору византийского типа, однако отличается от одноимённой литургии византийского обряда[3].
- Литургия Григория Богослова. Служится в праздничные дни. Анафора литургии также принадлежит к византийскому типу.
- Литургия Кирилла Иерусалимского. Служится в период Великого и Рождественского постов. Единственная из коптских литургий, включающая в себя анафору александрийско-римского типа. Анафора обнаруживает сходство с Римским каноном, историческим чинопоследованием латинской мессы. По многим аспектам эту литургию можно считать наследницей литургии апостола Марка.

Общая структура всех трёх чинопоследований коптской литургии сходна:
- проскомидия;
- Литургия слова (название Литургии оглашенных в коптской терминологии);
- Литургия верных: чтение Символа веры, анафора, представление Святых Даров, раздробление Хлеба, чтение молитвы Господней, возношение даров, причащение, благодарственные молитвы и благословение. В целом коптское богослужение близко к византийскому, хотя и испытало влияние западно-сирийского обряда. В коптском обряде присутствует ряд особенностей, характерных для ветхозаветного иудейского церковного богослужения. Арабское владычество принесло ряд обрядовых черт, схожих с исламскими.

Среди характерных черт коптских литургий стоит отметить обряд представления Даров, во время которого священник преподает верным благословение правой рукой, левой рукой касаясь Даров, а также обряд начертания креста — священник окунает указательный палец в чашу с освящённым Вином и чертит им крест на Хлебе. Другие отличия от византийского обряда — отсутствие Херувимской песни в начале Литургии верных и 4 новозаветных чтения на Литургии слова (из посланий Павла, Соборных посланий, Деяний Апостолов и Евангелия).
Евхаристический хлеб коптского обряда — квасная просфора с отпечатанными на ней 12 крестами и текстом молитвы Трисвятое. Причащение проводится под двумя видами.

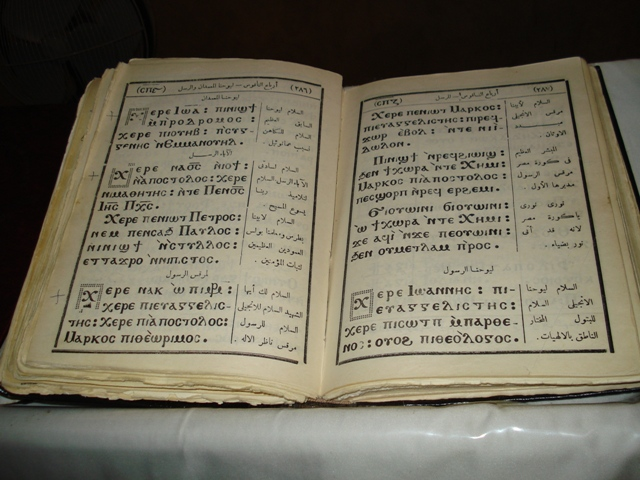
Коптская богослужебная книга с текстами на коптском и арабском

Богослужебным языком коптского обряда первоначально был греческий. После раскола, вызванного Халкидонским собором, его полностью вытеснил коптский язык, точнее северный (бохерейский) диалект. На греческом языке в коптском обряде в настоящее время совершается лишь несколько возглашений на литургии. Коптский язык служил единственным богослужебным языком до XVII века, затем его постепенно начал вытеснять арабский язык. В настоящее время большинство богослужений совершается на арабском, наиболее известные молитвы читаются на коптском, чтение Святого Писания проходит на двух языках, песнопения, как правило, на одном арабском. Богослужебные книги печатаются на двух языках параллельными текстами, ритуальная часть — только по-арабски.
Литургические одеяния близки к одеяниям византийского обряда, характерная черта — возлагаемый на голову и плечи плат «эфод». Существует ряд различных покровов, подчёркивающих благоговение при прикосновении к священным предметам. Наиболее распространённый тип песнопений — «псалии», род кратких строф или славословий, расположенных по греческому алфавиту. Ряд песнопений заимствован у православных уже в послераскольный период. Церковное пение основано на осмогласии. Коптскому обряду присуще интенсивное и ритмичное пение, употребляются ударные и духовые музыкальные инструменты, в том числе систры и тимпаны.

## Прочие богослужения

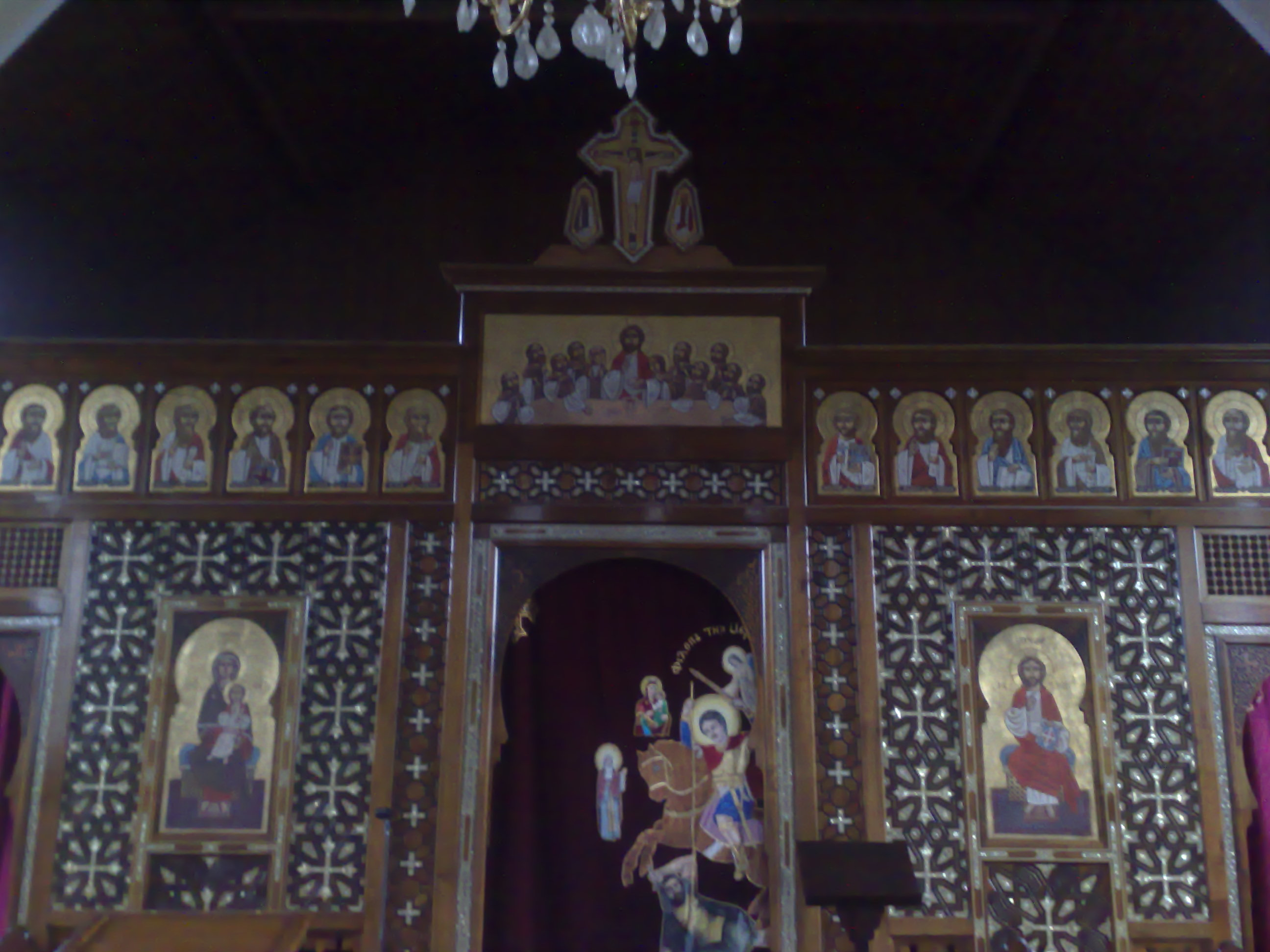
Алтарная преграда коптской церкви

Богослужение суточного круга в коптском обряде наиболее развито среди всех христианских обрядов и состоит из 7 литургических часов. Последование совершения таинства крещения также весьма сложно и продолжительно. Оно включает в себя многократные помазания елеем и чтения исповедания веры. Таинство миропомазания всегда проводится сразу за крещением и включает в себя 36 помазаний святым миром. Венчание и елеосвящение сходны с соответствующими византийскими чинопоследованиями.

## Календарь
В коптском обряде используется свой древний календарь. Церковный год начинается 29 августа по юлианскому календарю (1 тота). В литургическом календаре выделяется семь великих праздников: Благовещение (29 фаменота), Рождество Христово (29 хияка), Богоявление (11 тиви), Вход в Иерусалим, Воскресение Христово, Вознесение и Пятидесятница. Празднуется также большое число других праздников. Раздельно отмечаются Успение Богородицы (21 тиви) и Её взятие в Небесную славу (16 месори). Специфическим исключительно для коптского обряда праздником является День прибытия Святого семейства в Египет (24 пахона).
В коптском календаре 5 постов. Месяц хияк, предшествующий Рождеству, особым образом посвящён Деве Марии. Богородице посвящается также 21 число каждого месяца.

## Устройство храма

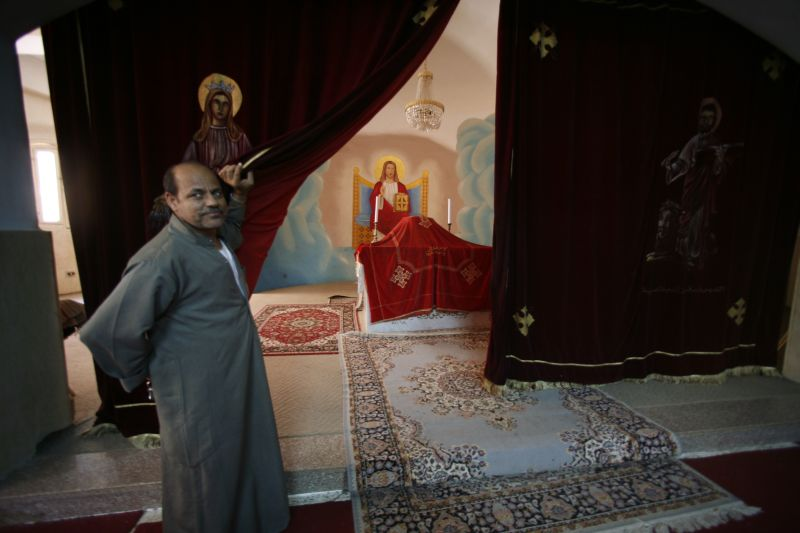
Алтарь в Кафедральном соборе монастыря Св. Симеона. Каир.

Устройство коптских храмов сходно с православными. Алтарная часть отделяется от основной части храма резной преградой. Роль царских врат, как правило, играет завеса, открываемая в определённые моменты богослужения. Мужчины и женщины располагаются в храме отдельно, иногда мужскую часть храма от женской также отделяет перегородка. Алтарная перегородка, в отличие от православной традиции, не обязательно служит как иконостас — на ней могут располагаться иконы, однако иконы на ней могут и совершенно отсутствовать и располагаться в других частях храма. Прихожане во время богослужения сидят на скамейках или специальных стульях, расставленных рядами.
Коптский обряд известен древней и своеобразной иконописной традицией, существенно отличающейся от византийских канонов.